# تبدیل آبل
تبدیل آبل، تبدیلی انتگرالی است که اغلب در تحلیل توابع دارای تقارن کروی یا محوری به کار می‌رود. تبدیل آبل تابع {\displaystyle f(r)} به صورت زیر تعریف می‌شود:
{\displaystyle F(y)=2\int _{y}^{\infty }{\frac {f(r)r}{\sqrt {r^{2}-y^{2}}}}\,dr}
عکس این تبدیل به صورت زیر به دست می‌آید:
{\displaystyle f(r)=-{\frac {1}{\pi }}\ \int _{y}^{\infty }{\frac {dF}{dy}}\ {\frac {1}{\sqrt {y^{2}-r^{2}}}}\,dy}